# Frans Michel Penning
Frans Michel Penning (12 de septiembre de 1894 – 6 de diciembre de 1953) fue un físico experimental holandés. Ligado a la empresa Philips a lo largo de toda su carrera, se especializó en lámparas de descarga electrónica a través de gases a baja presión.

## Semblanza
Penning se doctoró en la Universidad de Leiden en 1923, y estudió las descargas electrónicas en gases a baja presión en los Laboratorios de la empresa Philips en Eindhoven, desarrollando nuevos tubos electrónicos durante la Segunda Guerra Mundial.
Realizó numerosas observaciones detalladas de procesos de ionización en gases con otros físicos, obteniendo resultados notables para el helio y sobre el efecto de los campos magnéticos sobre estas descargas. Tomó medidas precisas de los coeficientes de Townsend y de las caídas de voltaje en el cátodo.

## Trampa de Penning
La trampa de Penning es un dispositivo que atrapa partículas cargadas por campos magnéticos y eléctricos. Fue nombrado en honor de Penning por Hans Georg Dehmelt, quien ideó este dispositivo. Dehmelt se inspiró en el medidor de vacío construido por Penning, en el que la corriente que pasa a través de un tubo de vacío sometido a un campo magnético es proporcional a la presión. Las trampas de Penning son actualmente utilizadas para la obtención de medidas magnéticas, y es un tema de investigación activo.

## Ionización de Penning
La ionización de Penning es una forma de chemi-ionización, un proceso de ionización que implica reacciones entre moléculas o átomos neutros. Penning fue el primero en informar sobre este efecto en 1927.
El efecto Penning se utiliza en lámparas de neón de descarga y en lámparas fluorescentes, donde la lámpara está llena con una mezcla Penning para mejorar sus características eléctricas.

## Medidor de Penning

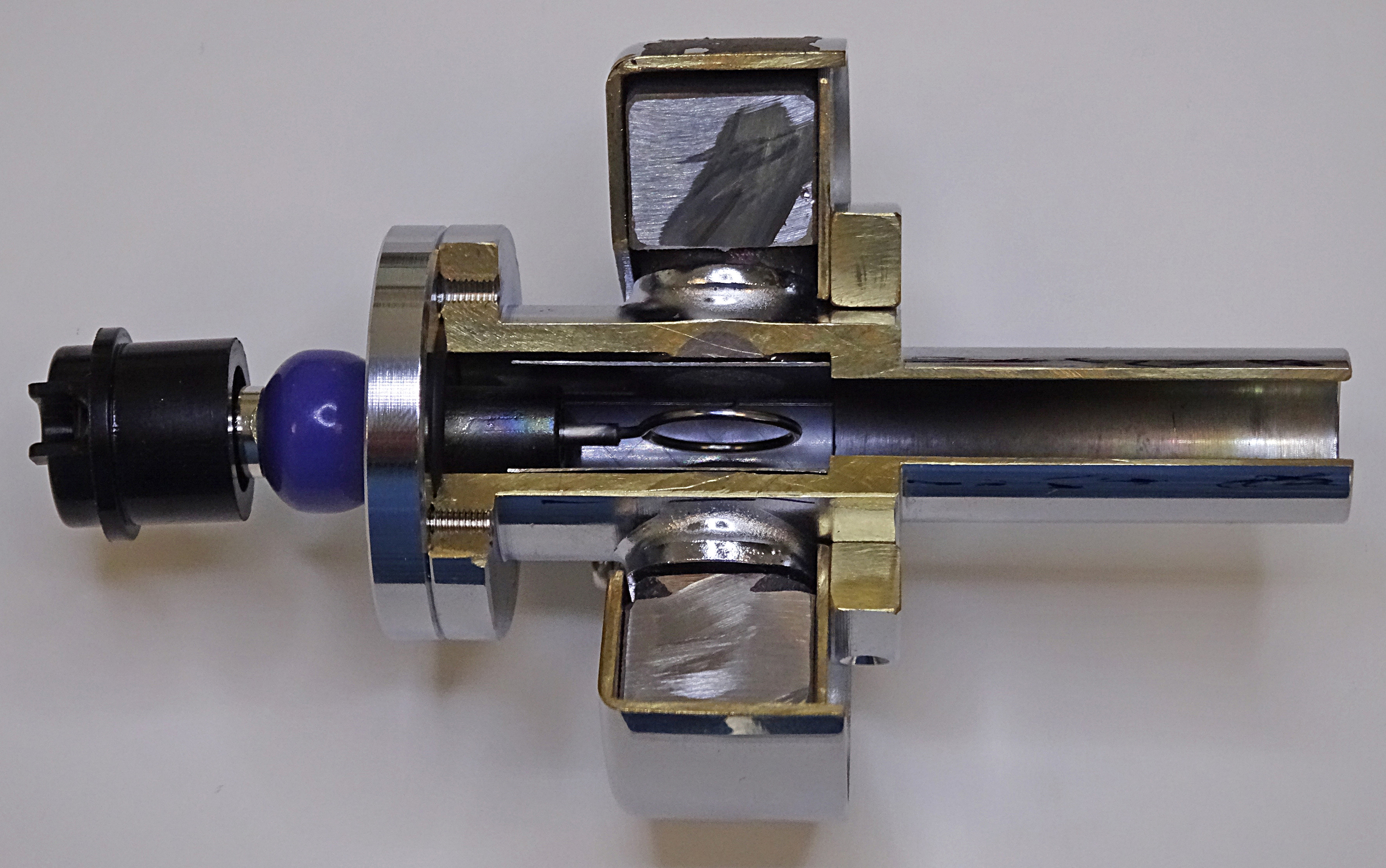
Sensor de un indicador de vacío Penning, abierto

Penning inventó un tipo de medidor de presión de cátodo frío conocido como medidor de Penning, comercializado por Phillips.